# Верхний Кундуль
Ве́рхний Кунду́ль — хутор в Ипатовском районе (городском округе) Ставропольского края Российской Федерации. До 1 мая 2017 года находился в составе сельского поселения Кевсалинский сельсовет.

## Варианты названия
- Верх.-Кундуль,
- Верхне-Кундулинский[2].

## География
Расстояние до краевого центра: 92 км. Расстояние до районного центра: 22 км.

## Население
| 1925 | 1926 | 1989 | 2002 | 2010 | 2014 | 2021 |
| ---- | ---- | ---- | ---- | ---- | ---- | ---- |
| 150  | ↗356 | ↘82  | ↗122 | ↘38  | ↗40  | ↘1   |
| 2023 |      |      |      |      |      |      |
| →1   |      |      |      |      |      |      |

По данным переписи 2002 года, 80 % населения — русские.